# Let's Stay Together
Let's Stay Together är en soullåt lanserad som singel av Al Green 1971. Den namngav 1972 även hans kommande studioalbum, Let's Stay Together. Låten blev Greens framgångsrikaste singel i hemlandet USA och hans enda Billboardetta.
Låten har senare spelats in av ett flertal artister. Tina Turner hade framgång med en inspelning 1983 som listnoterades i flera länder.
År 2003 rankade magasinet Rolling Stone låten som #60 på listan The 500 Greatest Songs of All Time. Låten upptogs år 2010 av Library of Congress nationella inspelningsregister. Registret samlar in kulturellt och historiskt viktiga inspelningar.
Låten finns med i filmerna Pulp Fiction (1994), Livets hårda skola (1995), Mickey Blue Eyes (1999), Hur man blir av med en kille på 10 dagar (2003), Hellboy (2004), och München (2005).

## Listplaceringar, Al Green
- Billboard Hot 100, USA: #1[1]
- Billboard R&B Singles: #1
- UK Singles Chart, Storbritannien: #7[2]